# Bibis (Sukomoro)
Bibis is een bestuurslaag in het regentschap Magetan van de provincie Oost-Java, Indonesië. Bibis telt 1739 inwoners (volkstelling 2010).